# Filialkirche Obermieming

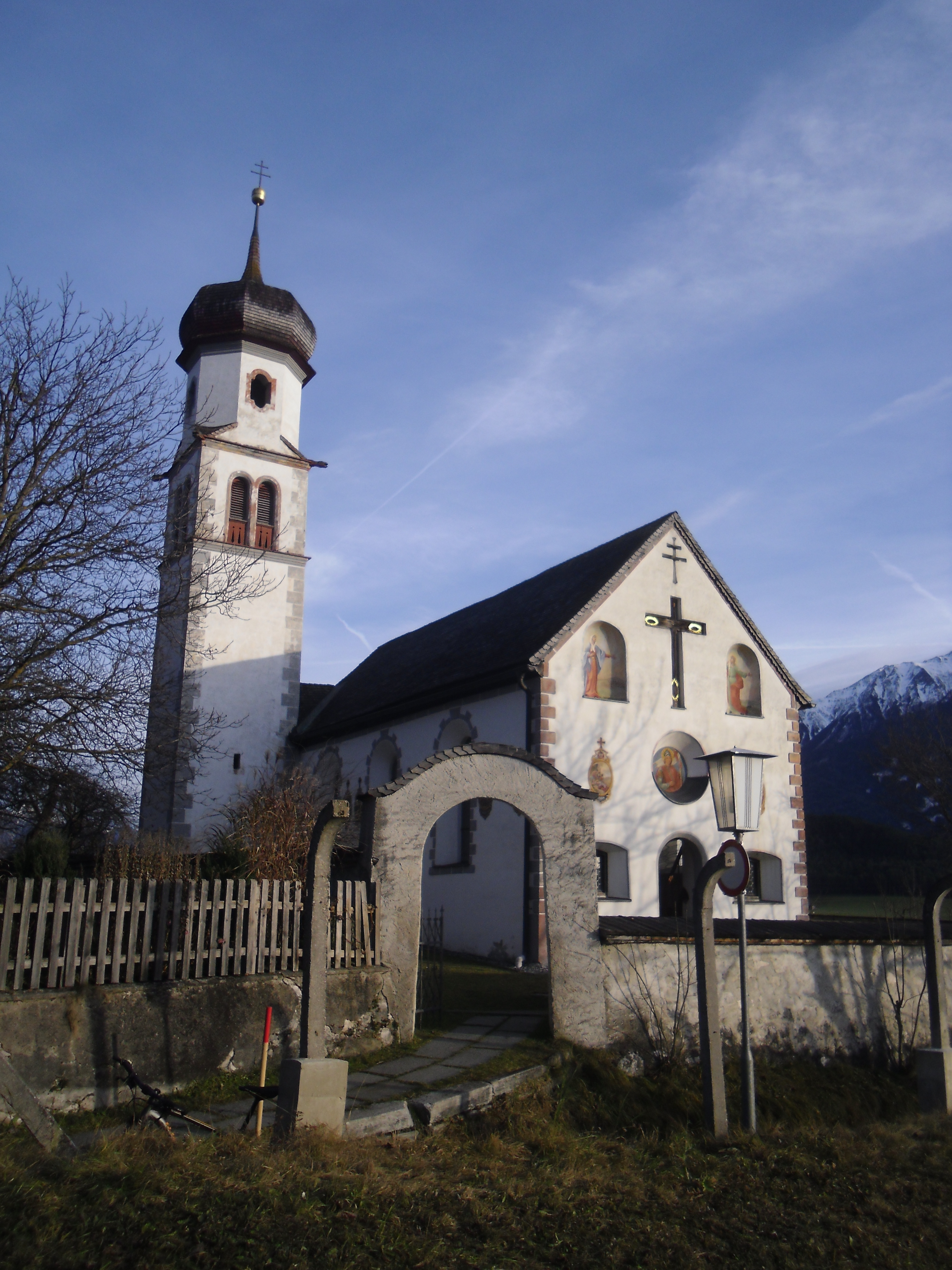
Kath. Filialkirche hl. Georg in Obermieming

Die römisch-katholische Filialkirche Obermieming steht im Ort Obermieming in der österreichischen Gemeinde Mieming in Tirol. Die Filialkirche zum heiligen Georg gehört zum Dekanat Silz in der Diözese Innsbruck. Die Kirche mit dem Kirchhof steht unter Denkmalschutz (Listeneintrag).

## Geschichte
Urkundlich wurde die Kirche im Jahre 1342 erwähnt. Der heutige Kirchenbau stammt aus dem 17. Jahrhundert und stellt gotische Nachwirkungen dar.

## Architektur
Kirchenäußeres
Der polygonale Chor, das im Kern wohl gotisch ist, besitzt Strebepfeiler und Spitzbogenfenster. Das Langhaus hat Rundbogenfenster mit einer Putzquaderrahmung. Die Westfassade ist mit Fenstern und Nischen gegliedert und stellen in einem kreisrunden Feld den heiligen Georg aus dem 19. Jahrhundert und in den barocken Nischen Maria und Johannes dar. Am Langhaus befinden sich gemalte Kreuzwegstationen um das Jahr 1800 und südseitig schließt sich dort die Sakristei an. Der Nordturm hat Doppelschallfenster, darüber trägt er mit einem achtseitigen Geschoß einen Zwiebelhelm.
Kircheninneres
Das dreijochige Langhaus und der Chor besitzt einen Fünfachtelschluss und haben die Stichkappentonnengewölbe mit einer Pilastergliederung. Die spitzbogigen Portale der Sakristei und des Turms sind wohl spätgotisch. Der zarte Stuckdekor stammt aus dem vierten Viertel des 17. Jahrhunderts und schmücken den Triumphbogen, die Fensterrahmungen und die Gewölbe. Die vierpassförmigen stuckgerahmten Medaillons befinden sich an der Decke und stellen die Malereien Gertrud, Wendelin und Rochus dar, das von Franz Plattner aus dem Jahre 1885 gemalt wurde.

## Ausstattung
Das Altarbild des heiligen Georg malte Joseph Schöpf um 1780. Die Figuren Romedius und Leonhard stammen aus dem Ende des 17. Jahrhunderts. Ein Leinwandbild des heiligen Georg wurde um 1700 angeschafft.
Das Orgelpositiv stammt aus dem 18. Jahrhundert und das Pfeifenwerk ist vermutlich neu. Die Glocke wurde im Jahre 1696 gegossen.